# Sinbad och tigerns öga
Sinbad och tigerns öga är en brittisk film från 1977 i regi av Sam Wanamaker. Filmen är baserad på berättelserna om Sinbad sjöfararen.

## Rollista
- Patrick Wayne- Sinbad
- Jane Seymour- Prinsessan Farah
- Damien Thomas- Prins Kassim